# Step by Step (Steps Ahead)
Step by Step è il primo album del gruppo musicale Steps Ahead, allora noto come Steps, pubblicato nel 1980. Il disco è uscito inizialmente solo in Giappone e poi è stato diffuso nel resto del mondo.

## Tracce
Musiche di Steps Ahead.
1. Uncle Bob – 11:00 (musica: Don Grolnick)
2. Kyoto – 6:57 (musica: Mike Mainieri)
3. Belle – 7:49 (musica: Mike Mainieri)
4. Bullet Train – 5:31 (musica: Mike Mainieri)
5. Six Persimmons – 6:09 (musica: Don Grolnick)

### Registrazione
L'album è stato registrato a Tokyo tra l'8 e il 19 dicembre 1980.

### Formazione
- Mike Mainieri - vibrafono
- Michael Brecker - sassofono tenore
- Don Grolnick - pianoforte
- Eddie Gomez: basso acustico
- Steve Gadd: batteria